# Kenyérmezei csata
A kenyérmezei csata az Alkenyér (Zsibód) melletti Kenyérmezőn zajlott le 1479. október 13-án I. Mátyás magyar király hadserege és az Oszmán Birodalom portyázó serege között, akiket havasalföldiek is támogattak. A helyszín Királyföld nyugati oldalán, Hunyad vármegye határánál van, mely a Maros déli partján helyezkedik el. Az ütközet helyszínén az erdélyi vajda kápolnát építtetett, s ennek maradványai egészen a 20. századig megmaradtak.
A csata az addigi legjelentősebb győzelem volt a Magyarországot támadó portyázó törökök felett, akik vereségük után már nem próbálkoztak az 1479. évihez hasonló betöréssel.

## Előzmények
Mátyás király 1458-as trónrakerülésétől kezdve néhány évig a törökök ellen hadakozott. 1463-ban elfoglalta az észak-boszniai területeket Jajca várával együtt. Mind a törökök, mind a magyarok kerülték a nyílt összecsapást, ehelyett egymástól igyekeztek várakat elfoglalni a két ország határán.
Mátyás hadai sokszor behatoltak Szerbia és Bosznia földjére, s 1463-ban 15 ezer keresztény foglyot szabadítottak ki, két évvel később pedig Bosznia még török kézen levő részeit is elfoglalták. Hadi tetteivel a király pszichológiai nyomást akart a törökre kifejteni és a védelemre rendezkedett be. Karbantartotta a déli végvári vonalat és tovább erősítette, hogy minél ellenállóbb legyen a nagy támadásoknak.
Mátyásnak más tervei voltak. Ő a német és cseh trónt kívánta megszerezni, hogy erős államszövetséget létrehozva kezdhesse meg a török kiűzését. Amíg nyugaton háborúzott, a déli védvonalon még békeidőben is rendszeresek voltak a portyázások. A nagy rablótámadásokra indult török csapatok létszáma elérte olykor a 12–15 ezer főt is — ezekben azonban legfeljebb elvétve voltak janicsárok és szpáhik, a törökök legjobban védekező, illetve támadó alakulatai. Portyázni rendszerint az erre kiválóan alkalmas akindzsik indultak; ezek a könnyűlovasok afféle martalóc egységek voltak és a „megtorló alakulat” szerepét játszották: falvakat égettek fel, foglyokat és zsákmányt ejtettek, a nagyobb hadjáratokon pedig részben ők szerezték be az élelmet és más ellátmányt a főseregnek.
1474-ben a törökök újabb rabló kirándulásokon egészen Váradig törtek előre. Feldúlták a Tiszántúl egyes részeit, a Száva mellett Szabácshoz közel pedig új várat építettek, ám azt 1475-ben Mátyás gyorsan elfoglalta. Maga az erősség nem volt különösebben jelentős, az akciót a köz nyomására hajtotta végre, hogy támadjon, de ne kelljen szembekerülnie a szultáni sereggel.
1475-ben a Krími Tatár Kánság török hűbéressé vált. A követő években az akindzsik már Oroszországot is támadták.
1479 tavaszán Szerbiában, Szendrő alatt gyülekezett egy Erdély ellen készülődő török sereg. Mátyás — amint ezt Antonio Bonfini is leírja — valószínűleg tudott a törökök tervéről. Július 11-én a gragnicai rendelettel mozgósította Báthory István erdélyi vajda hadait. A parancs kiterjedt a délvidéki kapitányságra is, amelynek élén Kinizsi Pál temesi ispán állt.
A törökök ebben az évben egy Velence elleni háborút zártak le, és immár Magyarország felé fordultak. 1475-ben a török, havasalföldi és tatár hadak először III. István moldvai fejedelmet támadták meg, de a fejedelem magyar és lengyel segítséggel Vászló (Vaslui) mellett megverte az ellenséget. Ugyanebben az évben a török martalócok Oroszországba is betörtek.
Valószínűleg Moldva és Havasalföld miatt robbant ki az újabb magyar-oszmán konfliktus, mert a magyarok hadjáratokat indítottak a két román fejedelemségbe. Ráadásul István 1475-ben a török helyett Mátyást ismerte el urának. 1476-ban Iași közelében, a războieni csatában legyőzték a moldvai vajdát, de mihelyst II. Mehmed visszavonult, István csatlakozott az erdélyi vajda havasalföldi hadjáratához.
Az Ali Kodzsa bég vezette törökök végül csak októberben törtek be Dél-Erdélybe. A tél már nem volt messze, ezért a törökök nem sokáig harcolhattak volna a havasokban. A Szendrőről Havaselvére vonuló török sereghez csatlakozásra kényszerítették IV. Basarab vajdát is, ő azonban csak 1000-2000 fegyveressel állt Ali mellé.
A erdélyi szászok sokáig attól tartottak, hogy a törökök a Barcaságra törnek, de Erdélyben és Moldvában már készen álltak az Ali támadását váró hadak.

## A szembenálló felek

### Török sereg
Egyes forrásokban a törökök hadát körülbelül 60 ezer főre becsülik. A lengyel Jan Długosz százezer fősnek írja le Ali seregét krónikájában, addig Mátyás király leveleiben is csak 43-45 ezer törökről és havasalföldiről esik szó.
Akkoriban általában a szultáni had létszáma egy-egy nagyobb hadjáratkor 50 ezer fő lehetett, míg a birodalom teljes ereje hetvenezret tehetett ki. Az Erdélybe betörő seregben zömmel irreguláris egységek, főleg akindzsik, valamint ruméliai szpáhik voltak, aránylag kisebb számú gyalogságuk is aszabokból tevődött össze. Olyan nagy számban nem állhattak, mint ahogy az általános felfogás tartja. Ráadásul egy részük nem is igazi török, hanem balkáni szláv volt. A korabeli török krónikák 15, vagy legfeljebb 20 ezer főre teszik Ali seregének számát, s ezt inkább elfogadják a mai magyar történészek is, mivel nem nyílt háborúról, hanem rablóakcióról van szó. A janicsárok jelenléte is teljes mértékben kizárható, de ha voltak is, legfeljebb csak néhányan az aszabok közé beosztva, ugyanis a kevéssé kiképzett katonáknak nagyobb volt a harci kedvük és biztonságérzetük, ha elit katona állt mögöttük.
Több történész azonban valószínűnek tartja, hogy hozhattak magukkal ágyúkat is a törökök, ezek azonban kisebb méretű ágyúk lehettek, amelyeket szekereken szállítottak.

### Magyar sereg
A magyar haderőhöz Vuk Branković (a Mátyás király által uralt szerbiai területek vajdája) vezetésével nagyszámú szerb gyalogsági és lovassági erő csatlakozott, ezekből 900 könnyűlovas közvetlenül Jaksics Demeter és testvére vezérlete alatt állt. A legendás Jaksics a király egyik kedvelt vitéze, aki szilajságáról és könyörtelenségéről is hírhedt volt.
Mellettük a források szerint tízezer román is volt, a valóságban azonban csupán ezren lehettek. Ezek közt valószínűleg voltak havasalföldiek, de java részük biztos, hogy erdélyi román volt. Vezérük III. Basarab, Havasalföld elűzött uralkodója volt, akit számos híve is követett Erdélybe. IV. Basarabnak ellenfele lévén, a jelenlegi fejedelem részben az okból csatlakozott a törökhöz, hogy ellenségével leszámolhasson. Rajtuk kívül harcoltak a seregben székelyek és szászok (ezek kizárólag gyalogosok voltak) is, s a csatában részt vett az erdélyi püspök. Feltételezik néhányan – de bizonyítást nem nyert –, hogy voltak lengyelek, moldvaiak, oroszok, litvánok, valamint németek és csehek is. Nem kizárható az sem, hogy rendelkeztek tüzérséggel ők is.
A sereg fővezérei Báthory, Kinizsi és Branković voltak. A teljes had úgy 12-15 ezer fő lehetett, de nem kizárható a húszezer fős létszám sem, vagyis a törökök alig lehettek többen, vagy pedig ugyanannyi magyarral álltak szemben. Még az sem kizárható, hogy az oszmánok mindössze hatezren lehettek, ami azt jelentené, hogy a magyarok voltak jelentős túlerőben és nem pedig Ali bég serege.
Az oszmánok esetleges számbeli hátránya nem jelentette azt, hogy a csatában könnyen legyőzhetőek lennének. Harciasságuk és félelmetes hírnevük pótolta ezen hiányt. Az Oszmán Birodalom katonái a keresztény Európában rettegett harcosok voltak, ezért bár lehetett Kinizsi és Báthory lényeges túlerőben, a csata végkimenetele nem okvetlenül az ő javukra dőlt volna el.
A múlt századok történeti munkái az oszmán sereg félelmetességét számbeli fölényével is igyekeznek hangsúlyozni, hogy egy-egy nagy győzelmet, mint amilyen a kenyérmezei, minél dicsőbbnek írhassanak le. A tényleges számok megállapítására már nem számíthatunk, viszont a törökök elszántságáról, vadságáról és bátorságáról ma is megfeledkeznek, ehelyett továbbra is a magyar nemzet hőseinek vitézségét hangsúlyozzák. Legfeljebb a janicsárság ütőképességét és vakmerő fanatizmusát ismerik el, viszont a náluk kevésbé képzett harcosok is éppúgy sokszor tanúbizonyságot tettek személyes bátorságukról. Igazán csak a 17. század közepére változik meg a helyzet, mert az európai seregek állandó modernizálódásával ellentétben a hatalmas birodalom az eddigi hatalmas győzelmek és részben vallási, részben anyagi és más okok hatására nem látja célszerűnek egy másfajta hadszervezet kialakítását. Az elavult régi oszmán hadászat nem állja a sarat az egyre fejlettebb európai haditechnikával és szervezettséggel. A sorozatos vereségekkel csökken az irreguláris és a reguláris katonák harci morálja, ami a hatalmas oszmán tömeghadsereg totális széteséséhez vezet majd.

## A csata

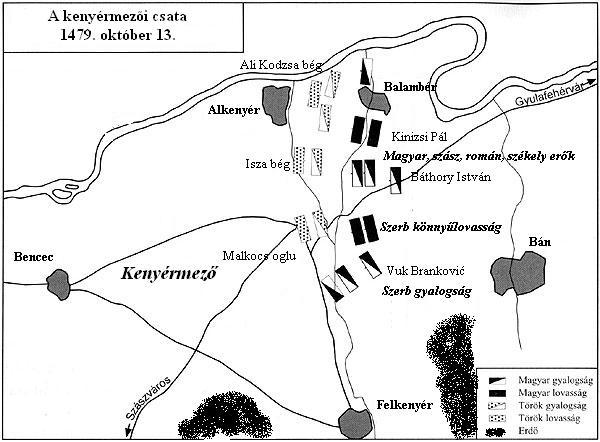
A kenyérmezei csata térképe

### Török benyomulás Erdélybe
A törökök október 9-én hatoltak be az országba a Lator folyó forrásvidékénél, s a kelneki vár felé vezető úton haladtak, hogy betörhessenek a Királyföldre. A szerte rajzó portyázóik Gyulafehérvárig és azon túlra is eljutottak, rengeteg foglyot ejtettek és több települést (falvakat, mezővárosokat) égettek fel.

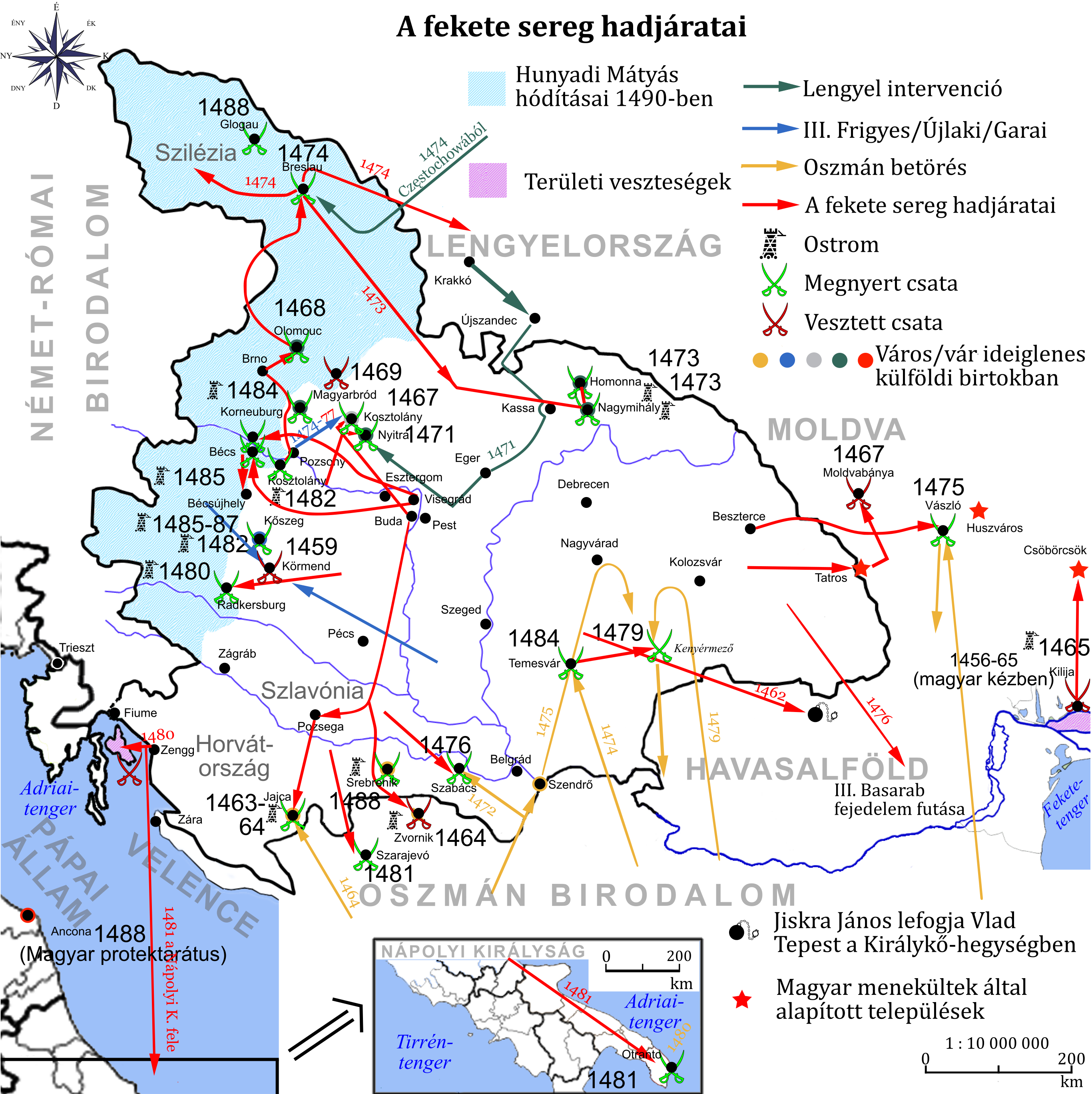
Mátyás király hódításai

Báthory nem ment azonnal a támadók ellen, azt akarta, hogy a törökök a portyázásban kifáradjanak és majd azután állt szándékában megsemmisíteni őket. Mivel nagy zsákmányuk és sok foglyuk volt, ezért mozgásuk idővel lelassult, így nem térhettek egykönnyen vissza Havasalföldre. Ami pedig még lényegesebb, hogy ez a tényező Ali béget ütközetre kellett, hogy kényszerítse.

### Az ütközet menete
Október 13-án a Kenyérmezőn táboroztak le a törökök. Itt akarták bevárni a vajda seregét, hogy utána megverhessék. Egész biztos, hogy nem nyílt csatába akartak bocsátkozni, hanem rajtaütést kivitelezni, ugyanis a képzettebb erdélyi gyalogos és lovascsapatokkal szemben nyílt csatában biztos, hogy hamar alulmaradtak volna.
Bonfini krónikájában az áll, hogy Báthory elölről akarta megtámadni Ali béget, addig Kinizsi hátba kapta volna. Valójában a keresztény sereg három oszlopban állt fel a kenyérmezői erdőben. A jobbszárnyat Kinizsi foglalta el, a balszárnyon Brankovics helyezkedett el, mellette Jaksics vezette a szerb könnyűlovasságot, amellett rendezkedtek el a szászok, míg középen sorakozott fel Báthory csapata.
Bonfini az ütközetet úgy írja le, hogy mialatt Báthory megtámadta a törököket, azok a hátába kerültek, de aztán megérkezett Kinizsi serege és támadásával sikerült Ali béget leverni.
A török források szerint Kinizsi kezdettől fogva részt vett a csatában és az Ali vezette hadtestekkel bocsátkozott harcba, addig Báthory Isza béggel volt elfoglalva, míg Branković Oglu Malkocs lovasaival került szembe.

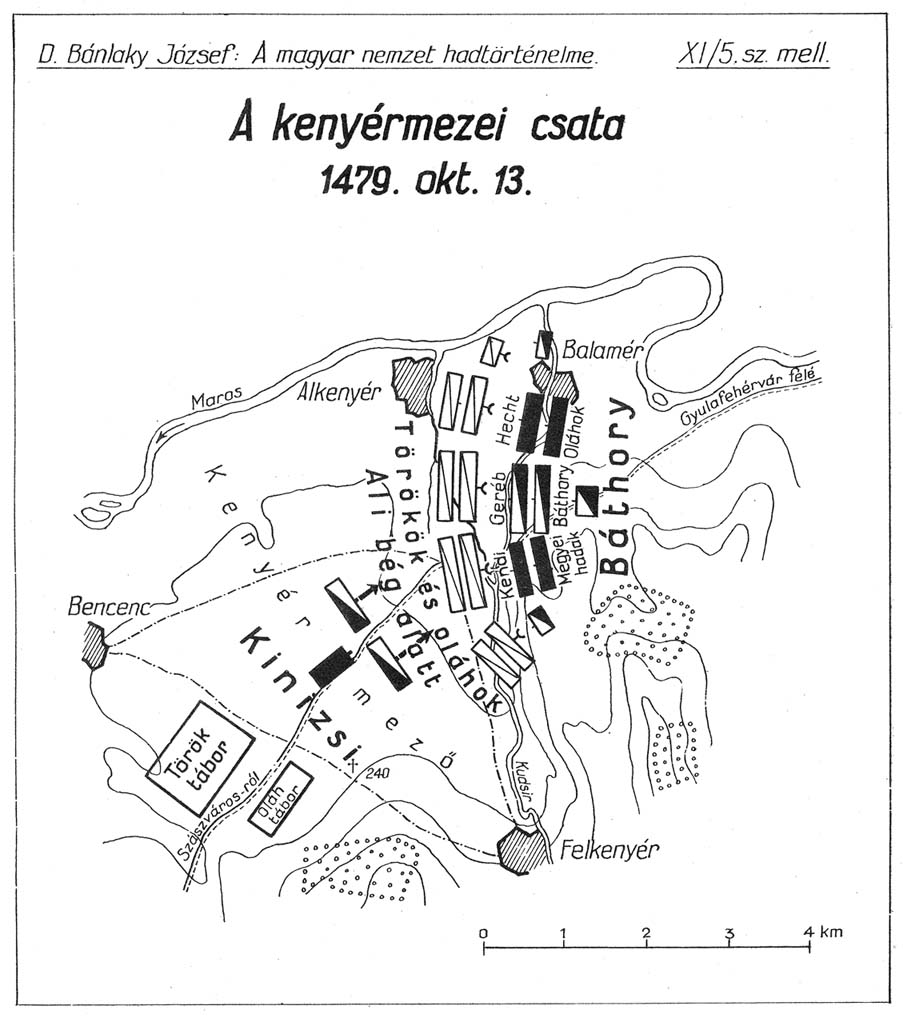
Battle of Bradfield(Kenyérmező) 1479

A csata délután egy órakor kezdődött, s először a törökök tanúsítottak fölényt. Bonfini úgy írja le az eseményeket, hogy a magyarok az elején pánikba estek, mert Báthory lova megbotlott és ezt rossz előjelnek vélték. A harcban a vajda tényleg felbukott a lovával, a török krónikák szerint Isza bég emberei döntötték fel, amely pánikot okozott a magyarokban. Egy Nagy Antal nevű közvitéz kimentette végül a vajdát.

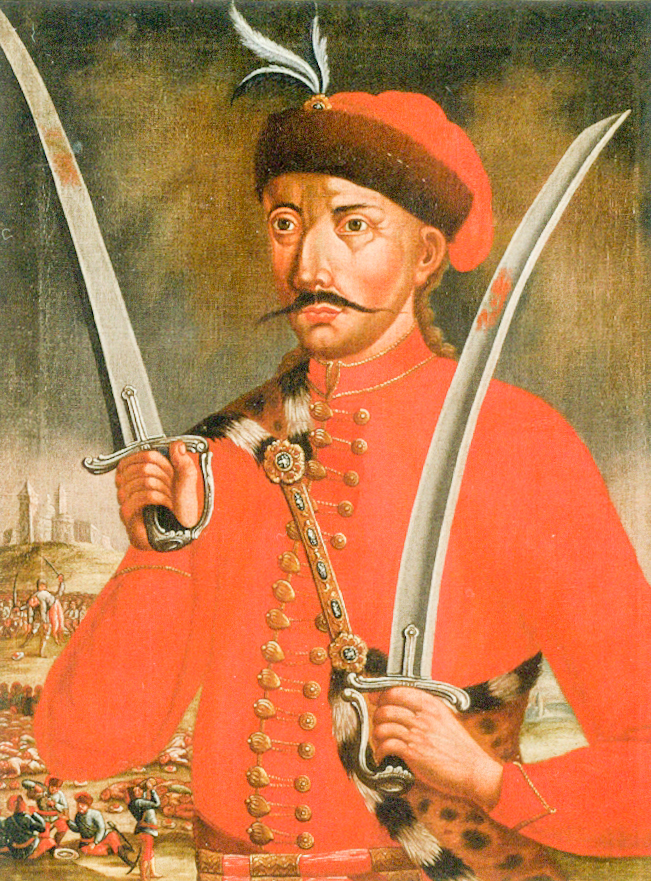
Bonfini korabeli híradása a csatát vezénylő Kinizsiről: „Kinizsi Pál két kardot vesz kezébe s üvöltő oroszlánként mindenütt vérben gázol. Amerre ront, feltarthatatlanul mindent, amit talál, letipor, széles sorban hatalmas öldöklést és mészárlást visz végbe"

A törökök a jobbszárnyon is visszaszorították Kinizsit, de – ugyancsak a török források szerint – Ali megrémült, amikor meglátta, hogy Kinizsi nehézpáncélosai rohamra sorakoznak fel, amit a könnyűlovas akindzsik nem állítottak volna meg. A törökök eddigre már kimerülőben voltak, s állítólag Kinizsi mindkét kezében kardot tartva vívott közelharcot az ellenséggel, akiket ennek látványa megfélemlített. A rohamra lendült páncélosokkal szemben a rémült Ali eleinte kapkodva felvette a harcot, majd hirtelen elvonult a csatatérről, magára hagyva embereit. Ezt kihasználva Kinizsinek sikerült oldalba támadnia a Báthoryt szorongató törököket. A harc még órákig tartott, mert a török sereg többi része keményen tartotta állásait, de amikor Isza bég halálosan megsebesült, el kellett hagynia a csatateret. Erre a vezér nélkül maradt török centrum is megfutamodott, s vele együtt az akindzsik is. A magyarok üldözőbe vették őket és java részüket módszeresen lekaszabolták.
Bonfini krónikájában így ír Kinizsi csata utáni örömünnepéről: „Tetőpontjára hágott a vigalom, s minden katona taglejtésekkel,  furcsa  mozdulatokkal nevettette társait. Kinizsit is táncba hívták; a kör közepére állt, felkapott egy török hullát, de csak úgy a fogával, kezével még csak hozzá sem nyúlt. Azon ütemesen szökdelni kezdett vele körben. (...)”

## A veszteségek

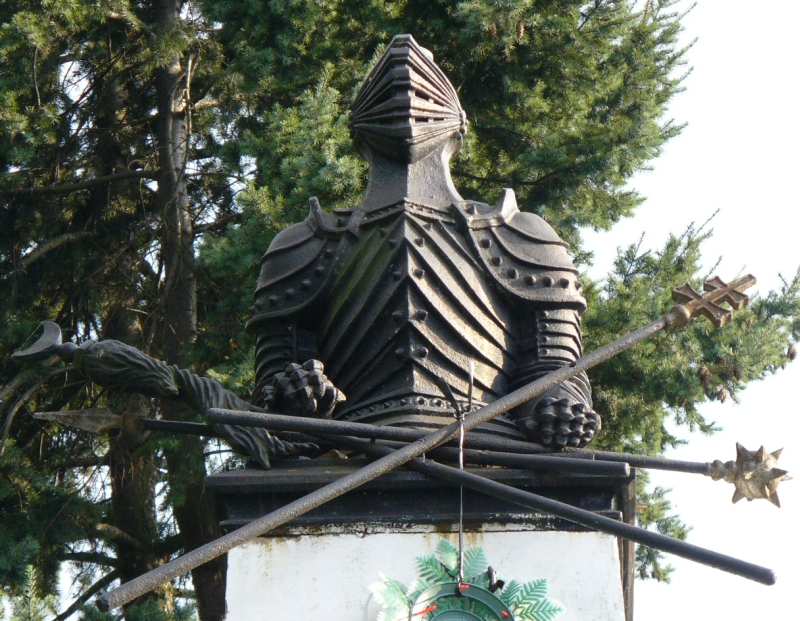
Kinizsi Pál emlékműve Alkenyéren

Bonfini krónikájában a törökök veszteségét harmincezer főben nevezi meg. Mivel a török sereg létszáma feltehetőleg nem volt akkora, ezért ez a szám jóval kisebb lehet, azonban a portyázó had nagy részét tette ki. Ha viszont az erdélyi hadjáratra indult oszmán sereg hatezer emberből állt, akkor feltehetően néhányan élhették túl mindössze a csatát, s a portyázókat Kinizsi és Báthory teljesen kiirtotta. Elesett Oglu Malkocson és Isza bégen kívül még két bég és egy oglu is. Odaveszett ugyanakkor a havasalföldi vajda embereinek a fele.
A magyarok veszteségét nyolcezerre teszik, ezt azonban ma inkább 3000 főben állapítják meg a történészek.
A csatatéren tetemes zsákmány maradt és a foglyok mind megszabadultak rabláncaiktól, akik ezután a tábor kifosztásában szintén részt vettek.

## További események
Az 1479. évi török betörésre válaszul Kinizsi behatolt Szerbiába, s több csatában leverte Ali béget. Innen visszatérve több ezer szerb telepest hozott Magyarországra a kipusztított Délvidék benépesítésére.
1481-ben egy magyar sereg az itáliai Otrantóba vonult, ahonnét kiűzték a várost megszállva tartó törököket. A kenyérmezei győzelem után 1482-ben Becsénél Kinizsi újabban diadalmaskodott a törökökön, s ettől kezdve a törökök tényleg már csak kisebb portyákat vezettek a déli területekre.